# Jordi Castells i Guasch
Jordi Castells i Guasch (Valls, 28 de juny del 1952) és un perit mercantil i polític català, ex-alcalde de Valls i diputat al Parlament de Catalunya en la VII legislatura.

## Biografia
Ha treballat durant vint anys a l'empresa Indústries Metal·lúrgiques SA en què va ocupar diversos càrrecs de responsabilitat. Va entrar a militar al PSAN el 1971 i va ser un dels fundadors de l'Assemblea de Catalunya a l'Alt Camp. Després va passar a Nacionalistes d'Esquerra des d'on va entrar a Esquerra Republicana el 1987 a partir de la Crida Nacional.
Ha estat alcalde de Valls per Esquerra Republicana des del 1995 fins al 2001 i regidor fins al 2004, any en què va passar a ser diputat al Parlament de Catalunya en substitució de Marta Cid que havia estat nomenada consellera d'Educació. Ha estat un dels impulsors dels setmanaris Mestral i El Pati, del qual va ser secretari del consell d'administració durant més de dotze anys.